# Blood of Bacchus
Blood of Bacchus treći je studijski album portugalskog gothic/doom metal sastava Ava Inferi. Album je 25. svibnja 2009. godine objavila diskografska kuća Season of Mist.

## Popis pjesama
Tekstovi: Carmen Susana Simões, glazba: Rune Eriksen.
| 1.    | »Truce«                                | 3:28 |
| 2.    | »Last Sign of Summer«                  | 6:45 |
| 3.    | »Colours of the Dark«                  | 7:04 |
| 4.    | »Black Wings«                          | 2:14 |
| 5.    | »Appeler les Loups« (Dozivanje vukova) | 9:22 |
| 6.    | »Be Damned«                            | 7:39 |
| 7.    | »Tempestade« (Oluja)                   | 7:21 |
| 8.    | »Blood of Bacchus«                     | 6:19 |
| 9.    | »Memoirs«                              | 3:47 |
| 53:59 |                                        |      |

## Recenzije
Greg Prato, glazbeni kritičar sa stranice AllMusic, dodijelio je albumu tri i pol zvjezdice od njih pet te je komentirao: "Činilo se kao da je nekoliko novih glazbenih albuma koje je objavila neovisna diskografska kuća Season of Mist otprilike krajem 2008. i početkom 2009. godine slijedila sličnu strukturu -- metal sastavi koje su predvodile pjevačice, među kojima se ističu albumi grupa Gonin-Ish, Cantata Sangui i Ava Inferi. Na Blood of Bacchusu posljednjeg sastava, portugalski kvintet tijekom cijelog albuma uistinu vlada goth atmosferom -- ali za razliku od njihovih kolega po izdavaču Cantate Sangui, grupa ne postiže to uz pomoć klavijatura i glazbenih uzoraka, već samo uz pomoć vokala koje izvodi pjevačica Carmen Simões. Ono što još odjeljuje Avu Inferi od ostalih grupa je to što ona u velikoj mjeri bazira svoj zvuk na promjenama raspoloženja -- prisutno je malo trenutaka potpunog bijesnog udaranja glavom, čemu svjedoče pjesme poput "Last Sign of Summer" i "Black Wings". Kao rezultat, širom Blood of Bacchusa Ave Inferi ima podosta metala koji mijenja raspoloženja".

## Zasluge
| Ava Inferi - Carmen Susana Simões – vokali - Rune Eriksen – prateći vokali (na pjesmi 6), gitara, efekti, produkcija, miksanje - Jaime S. Ferreira – bas-gitara, inženjer zvuka - João Samora – bubnjevi, udaraljke Ostalo osoblje - Børge Finstad – miksanje - Jen Zatoth Williams – ilustracije - Phobos Anomaly Design – naslovnica | Dodatni glazbenici - Garm – vokali (na pjesmi 4) - Live Julianne Kostøl – violončelo - Arne Martinussen – klavir (na pjesmama 4 i 7) - Fredrik Söderlund – glazbeni uzorci (na pjesmi 9) - Nuno Roberto – portugalska gitara (na pjesmi 7) |